# Ferroviário Atlético Clube
|  | No s'ha de confondre amb Ferroviário Atlético Clube (RO). |

El Ferroviário Atlético Clube és un club de futbol brasiler de la ciutat de Fortaleza a l'estat de Ceará.

## Història
El club va ser fundat amb la fusió de dos clubs amateurs anomenats Matapasto i Jurubeba, després que la Rede de Viação Cearense, una empresa de ferrocarril, decidí crear un club per a competir al campionat cearense. El 9 de maig de 1933 nasqué el club amb el nom de Ferroviário Foot-Ball Club. Al cap d'un temps canvià per l'actual Ferroviário Atlético Clube.
El 1937 guanyà el campionat cearense de segona divisió i ascendí a la màxima categoria. El 1945 guanyà el seu primer campionat de primera divisió. La seva millor temporada fou el 1968 en què guanyà el campionat sense perdre cap partit.
Tant el logo com els colors són molt similars als del São Paulo Futebol Clube. La seva mascota és un tauró.

## Palmarès
- 9 Campionat cearense: 1945, 1950, 1952, 1968, 1970, 1979, 1988, 1994, 1995
- 1 Campionat cearense de segona divisió: 1937